# Sthenognatha pyrophora
Sthenognatha pyrophora là một loài bướm đêm thuộc phân họ Arctiinae, họ Erebidae.